# SN 2003fm
SN 2003fm – supernowa nieznanego typu odkryta 23 marca 2003 roku w galaktyce A142107+5243. W momencie odkrycia miała maksymalną jasność 24,00m.